# Шатов Володимир Андрійович
Володимир Андрійович Шатов — генерал-лейтенант запасу Збройних Сил України.

## Біографія
З 28 жовтня 2012 по 6 листопада 2015 року — заступник командувача Повітряних Сил Збройних Сил України з логістики — начальник логістики.
В період 2014 - 2015 років — перебував під дією Закону України «Про очищення влади».
Станом на 2020 рік — технічний директор приватної компанії "Рамзай", яка входить до Ліги оборонних підприємств України.

## Нагороди
- Орден Данила Галицького (10 жовтня 2015 року) — за особистий внесок у зміцнення обороноздатності Української держави, мужність, самовідданість і високий професіоналізм, виявлені під час бойових дій та при виконанні службових обов’язків[4].
- медаль «Захиснику Вітчизни» (5 квітня 2022 року) — за особисту мужність і самовіддані дії, виявлені у захисті державного суверенітету та територіальної цілісності України, вірність військовій присязі[5].
- медаль «За бездоганну службу» III ступеня (листопад 2000 року).